# إيلورن
إيلورن (بالإنجليزية: Illhorn) هو أحد جبال سلسلة جبال الألب بينيني وجزء من القمة الأم يقع في كانتون فاليز، سويسرا. يبلغ ارتفاع الجبل حوالي 2717 متر، بينما يبلغ ارتفاع نتوء الجبل 235 متر.